# Бета-розпад

-розпад атомного ядра

Діаграма Фейнмана -розпаду нейтрона на протон, електрон і електронне антинейтрино за участі проміжного бозона

Бета-розпад (β-розпад) — радіоактивне перетворення атомів одних речовин в інші, яке супроводжується випромінюванням електронів e− (β−-розпад) або позитронів e+ (β+-розпад).
{\displaystyle \mathrm {{}^{1}{}_{55}^{37}Cs} \rightarrow \mathrm {{}^{1}{}_{56}^{37}Ba} +e^{-}+{\bar {\nu }}_{e}} (β--розпад),
{\displaystyle \mathrm {~_{11}^{22}Na} \rightarrow \mathrm {~_{10}^{22}Ne} +e^{+}+{\nu }_{e}} (β+-розпад),
{\displaystyle \mathrm {~_{11}^{22}Na} +e^{-}\rightarrow \mathrm {~_{10}^{22}Ne} +{\nu }_{e}} (електронне захоплення).
При 
β−
-розпаді один нейтрон у складі ядра перетворюється в протон, при цьому вивільняється електрон і електронне антинейтрино.
При 
β+
-розпаді один протон у складі ядра перетворюється в нейтрон, вивільняючи позитрон та електронне нейтрино.
При електронному захахопленні один протон в складі ядра перетворюється в нейтрон, але при цьому ядром поглинається електрон із однієї з внутрішніх електронних оболонок атома. Цей процес супроводжується випромінюванням нейтрино, забезпечуючи збереження лептонного заряду.
Бета-розпад забезпечується слабкою взаємодією. В теорії електрослабкої взаємодії бета-розпад відбувається за участі проміжних частинок: W та Z-бозонів.

## Механізм розпаду

Типовий енергетичний спектр електронів під час бета-розпаду. Енергія розпаду розподіляється між електроном і нейтрино. Спектр обмежений зверху максимальною енергією — енергією розпаду.

Під час β−-розпаду слабка взаємодія перетворює нейтрон на протон, при цьому випускаються електрон і електронне антинейтрино:
{\displaystyle n^{0}\rightarrow p^{+}+e^{-}+{\bar {\nu }}_{e}}.
На фундаментальному рівні (показаному на фейнманівській діаграмі) це обумовлено перетворенням d-кварка на u-кварк з випусканням віртуального W−-бозона, який у свою чергу розпадається на електрон і антинейтрино.
Вільний нейтрон також зазнає β−- розпаду (див. Бета-розпад нейтрона). Це обумовлено тим, що маса нейтрона більша ніж сумарна маса протона, електрона й антинейтрино. Зв'язаний у ядрі нейтрон може розпадатися таким каналом, тільки якщо маса материнського атома Mi більша від маси дочірнього атома Mf (або, загалом, якщо повна енергія початкового стану більша від повної енергії будь-якого з можливих кінцевих станів). Різницю (Mi − Mf)·c2 = Qβ називають доступною енергією бета-розпаду. Вона збігається з сумарною кінетичною енергією рухомих після розпаду частинок — електрона, антинейтрино і дочірнього ядра (так званого ядра віддачі, чия частка в загальному балансі кінетичної енергії дуже мала, оскільки воно значно масивніше від двох інших частинок). Якщо знехтувати внеском ядра віддачі, то доступна енергія, виділена за бета-розпаду, розподіляється як кінетична енергія між електроном і антинейтрино, причому цей розподіл неперервний: кожна з двох частинок може мати кінетичну енергію в межах від 0 до Qβ. Закон збереження енергії дозволяє β−- розпад лише за невід'ємної Qβ.
Якщо розпад нейтрона стався в ядрі атома, то дочірній атом за β−-розпаду зазвичай виникає у вигляді одноразово зарядженого додатного йона, оскільки ядро збільшує свій заряд на одиницю, а кількість електронів у оболонці залишається незмінною. Стійкий стан електронної оболонки такого йона може відрізнятися від стану оболонки материнського атома, тому після розпаду відбувається перебудова електронної оболонки, що супроводжується випромінюванням фотонів. Крім того, можливий бета-розпад у зв'язаний стан, коли електрон з низькою енергією, що вилетів з ядра, захоплюється на одну з орбіталей оболонки; в цьому випадку дочірній атом залишається нейтральним.
За β+-розпаду протон у ядрі перетворюється на нейтрон, позитрон і нейтрино:
{\displaystyle p^{+}\rightarrow n^{0}+e^{+}+{\nu }_{e}.}
На відміну від β−-розпаду, β+- розпад не може відбуватися поза ядром, оскільки маса вільного протона менша від маси нейтрона (розпад міг би йти тільки в тому випадку, якби маса протона перевищувала сумарну масу нейтрона, позитрона і нейтрино). Протон може розпадатися каналом β+-розпаду лише всередині ядер, коли абсолютне значення енергії зв'язку дочірнього ядра більше від енергії зв'язку материнського ядра. Різниця між двома цими енергіями йде на перетворення протона на нейтрон, позитрон і нейтрино і на кінетичну енергію одержаних частинок. Енергетичний баланс при позитронному розпаді такий: (Mi − Mf − 2me)·c2 = Qβ, де me — маса електрона. Як і в разі β−-розпаду, доступна енергія Qβ розподіляється між позитроном, нейтрино і ядром віддачі (на останнє припадає лише мала частина); кінетична енергія позитрона і нейтрино розподілені неперервно в межах від 0 до Qβ; розпад дозволений енергетично лише за невід'ємної Qβ.
За позитронного розпаду дочірній атом виникає у вигляді від'ємного однозарядного йона, оскільки заряд ядра зменшується на одиницю. Один із можливих каналів позитронного розпаду — анігіляція позитрона, що з'явився, з одним із електронів оболонки.
У всіх випадках, коли β+-розпад енергетично можливий (і протон є частиною ядра, що несе електронні оболонки або міститься в плазмі з вільними електронами), він супроводжується конкурентним процесом електронного захоплення, за якого електрон атома захоплюється ядром з випусканням нейтрино:
{\displaystyle p^{+}+e^{-}\rightarrow n^{0}+{\nu }_{e}.}
Але якщо різниця мас початкового і кінцевого атомів мала (менше подвоєної маси електрона, тобто 1022 кеВ), то електронне захоплення не супроводжує позитронний розпад; останній у цьому разі заборонений законом збереження енергії. На відміну від раніше розглянутих електронного і позитронного бета-розпаду, в електронному захопленні всю доступну енергію (крім кінетичної енергії ядра віддачі і енергії збудження оболонки Ex) виносить одна частинка — нейтрино. Тому нейтринний спектр тут являє собою не гладкий розподіл, а моноенергетичну лінію поблизу Qβ.
Коли протон і нейтрон є частинами атомного ядра, процеси бета-розпаду перетворюють один хімічний елемент на іншій, сусідній за періодичною системою хімічних елементів. Наприклад:
{\displaystyle \mathrm {^{137}_{55}Cs} \rightarrow \mathrm {^{137}_{56}Ba} +e^{-}+{\bar {\nu }}_{e}} ({\displaystyle \beta ^{-}}-розпад, енергія розпаду 1175 кеВ),
{\displaystyle \mathrm {~_{11}^{22}Na} \rightarrow \mathrm {~_{10}^{22}Ne} +e^{+}+{\nu }_{e}} ({\displaystyle \beta ^{+}}-розпад),
{\displaystyle \mathrm {~_{11}^{22}Na} +e^{-}\rightarrow \mathrm {~_{10}^{22}Ne} +{\nu }_{e}} (електронне захоплення).
Бета-розпад не змінює кількості нуклонів у ядрі A, але змінює його заряд Z (а також кількість нейтронів N). Таким чином, можна ввести набір усіх нуклідів з однаковим A, але різними Z і N (ізобарний ланцюжок); ці ізобарні нукліди представляють локальні мінімуми надлишку маси: якщо таке ядро має числа (A, Z), сусідні ядра (A, Z − 1) і (A, Z + 1) мають більший надлишок маси і можуть розпадатися шляхом бета-розпаду в (A, Z), але не навпаки. Необхідно зауважити, що бета-стабільне ядро може зазнавати радіоактивного розпаду інших типів (наприклад, альфа-розпаду). Більшість ізотопів, що існують у природних умовах на Землі, бета-стабільні, але існує кілька винятків із такими великими періодами напіврозпаду, що вони не встигли зникнути за приблизно 4,5 млрд років, що пройшли з моменту нуклеосинтезу. Наприклад, 40K, який зазнає всіх трьох типів бета-розпаду (бета-мінус, бета-плюс і електронного захоплення), має період напіврозпаду 1,277× 109 років.
Бета-розпад можна розглядати як перехід між двома квантово-механічними станами, обумовлений збуренням, тому він підпорядковується золотому правилу Фермі.
Залежно від орієнтації спінів частинок, що утворюються, виділяють два варіанти бета-розпаду. Якщо спіни утворюваних за бета-розпаду електрона і антинейтрино паралельні (на прикладі бета-мінус розпаду), то відбувається перехід типу Гамова — Теллера. Якщо спіни електрона й антинейтрино орієнтовані протилежно, відбувається перехід типу Фермі.

## Графік Кюрі
Графік Кюрі (відомий також як графік Фермі) — діаграма, яку використовують для вивчення бета-розпаду. Це енергетична залежність квадратного кореня з кількості випромінених бета-частинок з даною енергією, поділена на функцію Фермі. Для дозволених (і деяких заборонених) бета-розпадів графік Кюрі лінійний (пряма лінія, нахилена в бік зростання енергії). Якщо нейтрино мають скінченну масу, то графік Кюрі поблизу точки перетину з віссю енергії відхиляється від лінійного, завдяки чому з'являється можливість виміряти масу нейтрино.

## Подвійний бета-розпад
Деякі ядра можуть зазнавати подвійного бета-розпаду (ββ-розпад), за якого заряд ядра змінюється не на одну, а на дві одиниці. У найцікавіших із практичної точки зору випадках такі ядра бета-стабільні (тобто простий бета-розпад енергетично заборонений), оскільки, коли β- і ββ-розпади обидва дозволені, ймовірність β-розпаду (зазвичай) значно вища, заважаючи дослідженням дуже рідкісних ββ-розпадів. Таким чином, ββ-розпад зазвичай вивчають тільки для бета-стабільних ядер. Як і простий бета-розпад, подвійний бета-розпад не змінює A; отже, принаймні один із нуклідів з даним A має бути стабільним як щодо простого, так і щодо подвійного бета-розпаду.

## Історія
Історично дослідження бета-розпаду призвело до першого фізичного свідчення існування нейтрино. 1914 року Дж. Чедвік експериментально показав, що енергії електронів, отриманих під час бета-розпаду, мають неперервний, а не дискретний спектр. Це очевидно суперечило закону збереження енергії, оскільки виходило, що в процесах бета-розпаду частина енергії втрачалася. Друга проблема полягала в тому, що спін атома азоту-14 дорівнював 1, що суперечило передбаченню Резерфорда — ½. У відомому листі, написаному 1930 року, Вольфганг Паулі припустив, що, крім електронів і протонів, атоми містять дуже легку нейтральну частинку, яку він назвав нейтроном. Він припустив, що цей «нейтрон» випускається під час бета-розпаду і раніше просто не спостерігався. 1931 року Енріко Фермі перейменував «нейтрон» Паулі на нейтрино, і 1934 року  Фермі опублікував дуже вдалу модель бета-розпаду за участі нейтрино.